# Gary O'Neil
Gary Paul O'Neil (Bromley, Londres, Inglaterra, 18 de mayo de 1983) es un exfutbolista y entrenador inglés. Jugaba de centrocampista y su último club fue el Bolton Wanderers. Actualmente está sin club.

## Carrera como jugador

### Portsmouth
O'Neil nació en Londres y creció en Downham. Tony Pulis le dio la posibilidad de debutar en el Portsmouth cuando tenía 16 años el 29 de enero de 2000 en casa ante el Barnsley en la First Division, pero lo mantuvo fuera del centro de atención durante el resto de la temporada.Al final de la temporada 2002-03, el equipo obtuvo el ascenso a la Premier League. Sin embargo, fue cedido al Walsall a principios de la siguiente temporada. Sin embargo, debido a sus buenas actuaciones y problemas de lesiones, regresó en noviembre de 2003.
Al comienzo de la temporada 2004-05 fue cedido al Cardiff City para adquirir más experiencia en el primer equipo, anotando una vez en la liga contra el Millwall.No obstante, una vez más lo trajeron de regreso al poco tiempo, ya que Portsmouth nuevamente tuvo a muchos jugadores habituales lesionados. Después de que Harry Redknapp fuera despedido, O'Neil se convirtió en un habitual en el mediocampo del club con el nuevo entrenador Velimir Zajec y más tarde con Alain Perrin.

### Middlesbrough
O'Neil fichó por el Middlesbrough el 31 de agosto de 2007 por una tarifa cercana a los £5 millones.Con el arribo de Gareth Southgate al banquillo del Boro, se convirtió en la primera opción para el mediocampo central, mientras que Julio Arca permaneció en el banquillo durante los primeros partidos de la temporada 2009-10. Poco tiempo después se anunció que tendría que ser operado de una hernia.En el equipo permaneció hasta enero de 2011, disputando 119 partidos entre todas las competiciones.

### West Ham United
El 25 de enero de 2011 firmó un contrato de dos temporadas y media con el West Ham United por una tarifa no revelada.Su primera temporada terminó el 16 de abril de 2011, tras una entrada de Nigel Reo-Coker durante la derrota por 2-1 ante el Aston Villa.Después de una operación de dos horas en el tobillo, tuvo que pasar varios meses fuera del campo, con la preocupación de que su carrera futbolística estuviera en peligro.
El 21 de febrero de 2012, O'Neil anotó su primer gol en la victoria por 4-1 ante el Blackpool, demostrando ser un jugador clave para el equipo en la última parte de la temporada. El equipo londinense ascendió a la Premier League tras vencer a los Seasiders por 2-1 en Wembley en la final de la eliminatoria del Championship.El 7 de junio de 2013, West Ham confirmó su intención de no renovar su contrato que vencía al final de la temporada.

### QPR, Norwich City y Bristol City
El 7 de agosto de 2013, O'Neil fichó por el Queens Park Rangers del Championship con un contrato de un año y se reunió con su ex entrenador Harry Redknapp.Fue miembro del equipo que obtuvo el ascenso a la Premier League luego de derrotar al Derby County por 1-0.
El 5 de agosto de 2014, firmó contrato de dos años con el Norwich City.Al finalizar su contrato, abandonó el club inglés.
El 9 de junio de 2016, O'Neil fichó por el Bristol City del campeonato con un contrato de dos años a partir del 1 de julio de 2016. Sin embargo, el club lo dejó en libertad al final de la temporada 2017-18.

### Bolton Wanderers
El 3 de agosto de 2018, fichó por el Bolton Wanderers con un contrato a corto plazo hasta enero de 2019, tras una exitosa etapa de prueba.Jugó más de treinta partidos durante la temporada 2018-19, pero no pudo evitar que el equipo descendiera a la League One.Sin embargo, sus esfuerzos fueron reconocidos por la afición del club y ganó el premio al Jugador del Año.
Luego de terminar el contrato con el club inglés, O'Neil inició un período de prueba en el Aberdeen durante el otoño de 2019, pero no jugó durante la temporada 2019-20 debido a una lesión en el tendón de Aquiles que lo llevó a retirarse.

## Carrera como entrenador
En agosto de 2020, O'Neil fue nombrado asistente técnico de Barry Lewtas para el equipo sub-23 del Liverpool.Tras el nombramiento de Jonathan Woodgate como entrenador del AFC Bournemouth hasta el final de la temporada 2020-21, se marchó junto a él en febrero de 2021.Permaneció en el club tras la marcha de Woodgate al final de la temporada y formó parte del cuerpo técnico que consiguió el ascenso del club a la Premier League bajo la dirección de Scott Parker.

### AFC Bournemouth
El 30 de agosto de 2022, Bournemouth confirmó a O'Neil como entrenador interino tras el despido de Parker.Permaneció bajo ese status hasta que la temporada se detuvo por la Copa Mundial de la FIFA 2022.El 27 de noviembre, tras sumar 13 puntos de 33 posibles, fue ratificado en su cargo y firmó un contrato por 18 meses.
En abril de 2023, llevó al equipo inglés a conservar su lugar en la Premier League al ganar cinco partidos de siete, incluidas victorias sobre los aspirantes al descenso Leicester City, Southampton y Leeds United.Sin embargo, a pesar de este logro, el 19 de junio de 2023, el club lo despidió y nombró como su reemplazante a Andoni Iraola.

### Wolverhampton
El 9 de agosto de 2023, O'Neil fue nombrado entrenador del Wolverhampton de la Premier League con un contrato de tres años, en sustitución de Julen Lopetegui.El 15 de diciembre de 2024, fue despedido de su cargo después de una serie de malos resultados que ubicaron al club en puestos de descenso.

## Clubes

### Como jugador
| Club                  | País       | Año       |
| --------------------- | ---------- | --------- |
| Porstmouth            | Inglaterra | 2000-2007 |
| Walsall (Cesión)      | Inglaterra | 2003      |
| Cardiff City (Cesión) | Gales      | 2004      |
| Middlesbrough         | Inglaterra | 2007-2011 |
| West Ham United       | Inglaterra | 2011-2013 |
| Queens Park Rangers   | Inglaterra | 2013-2014 |
| Norwich City          | Inglaterra | 2014-2016 |
| Bristol City          | Inglaterra | 2016-2018 |
| Bolton Wanderers      | Inglaterra | 2018-2019 |

### Como entrenador
| Club                    | País       | Año       |
| ----------------------- | ---------- | --------- |
| AFC Bournemouth         | Inglaterra | 2022-2023 |
| Wolverhampton Wanderers | Inglaterra | 2023-2024 |

## Estadísticas como entrenador
| Equipo                             | Div.                | Temporada           | Liga  | Liga | Liga | Liga | Liga |       | Copa | Copa | Copa | Copa  |   | Internacional | Internacional | Internacional | Internacional | Internacional |   | Otros | Otros | Otros | Otros |    | Totales     | Totales | Totales | Totales | Totales | Totales | Totales | Totales |
| Equipo                             | Div.                | Temporada           | Part. | G    | E    | P    | Pos. | Part. | G    | E    | P    | Part. | G | E             | P             | Pos.          | Part.         | G             | E | P     | Part. | G     | E     | P  | Rendimiento | GF      | GC      | Dif.    |         |         |         |         |
| ---------------------------------- | ------------------- | ------------------- | ----- | ---- | ---- | ---- | ---- | ----- | ---- | ---- | ---- | ----- | - | ------------- | ------------- | ------------- | ------------- | ------------- | - | ----- | ----- | ----- | ----- | -- | ----------- | ------- | ------- | ------- | ------- | ------- | ------- | ------- |
| AFC Bournemouth Inglaterra         | 1.ª                 | 2022-23             | 34    | 10   | 6    | 18   | 15.º | 3     | 1    | 0    | 2    | -     | - | -             | -             | -             | -             | -             | - | -     | 37    | 11    | 6     | 20 | 35.14%      | 41      | 61      | -20     |         |         |         |         |
| AFC Bournemouth Inglaterra         | Total               | Total               | 34    | 10   | 6    | 18   | -    | 3     | 1    | 0    | 2    | -     | - | -             | -             | -             | -             | -             | - | -     | 37    | 11    | 6     | 20 | 35.14%      | 41      | 61      | -20     |         |         |         |         |
| Wolverhampton Wanderers Inglaterra | 1.ª                 | 2023-24             | 38    | 13   | 7    | 18   | 14.º | 7     | 4    | 1    | 2    | -     | - | -             | -             | -             | -             | -             | - | -     | 45    | 17    | 8     | 20 | 43.71%      | 66      | 74      | -8      |         |         |         |         |
| Wolverhampton Wanderers Inglaterra | 1.ª                 | 2024-25             | 16    | 2    | 3    | 11   | Inc. | 2     | 1    | 0    | 1    | -     | - | -             | -             | -             | -             | -             | - | -     | 18    | 3     | 3     | 12 | 22.23%      | 28      | 43      | -15     |         |         |         |         |
| Wolverhampton Wanderers Inglaterra | Total               | Total               | 54    | 15   | 10   | 29   | -    | 9     | 5    | 1    | 3    | -     | - | -             | -             | -             | -             | -             | - | -     | 63    | 20    | 11    | 32 | 37.57%      | 94      | 117     | -23     |         |         |         |         |
| Total en su carrera                | Total en su carrera | Total en su carrera | 88    | 25   | 16   | 47   | -    | 12    | 6    | 1    | 5    | -     | - | -             | -             | -             | -             | -             | - | -     | 100   | 31    | 17    | 52 | 36.67%      | 135     | 178     | -43     |         |         |         |         |
| 1.                                 |                     |                     |       |      |      |      |      |       |      |      |      |       |   |               |               |               |               |               |   |       |       |       |       |    |             |         |         |         |         |         |         |         |

### Resumen por competiciones
| Competición    | Partidos | Ganados | Empatados | Perdidos | Ganados % |
| -------------- | -------- | ------- | --------- | -------- | --------- |
| Premier League | 88       | 25      | 16        | 47       | 34.47%    |
| FA Cup         | 6        | 3       | 1         | 2        | 55.56%    |
| EFL Cup        | 6        | 3       | 0         | 3        | 50%       |
| TOTAL          | 100      | 31      | 17        | 52       | 36.67%    |